# Disney Infinity (serie)
Disney Infinity è una serie di videogiochi sandbox di genere avventura dinamica, basata sull'interazione tra statuine e videogioco, sviluppata da Avalanche Software. La serie è ambientata in un vasto universo completamente personalizzabile secondo l'immaginazione del giocatore, conosciuto come Toy Box, popolato dalle versioni giocattolo di iconici personaggi appartenenti ai franchise Disney, Pixar, Marvel e Star Wars. La serie si è conclusa nel 2016, dopo solo tre giochi, per difficoltà economiche. Di conseguenza, Avalanche Software chiuse temporaneamente i battenti (prima di essere acquisita e riaperta da Warner Bros. Interactive Entertainment) e la Disney si ritira dallo sviluppo in prima persona di videogiochi sui suoi franchise, per concentrarsi solo sulla concessione delle licenze alle terze parti.

## Disney Infinity
Il primo gioco della serie, è stato pubblicato per Xbox 360, PlayStation 3, Nintendo Wii, Nintendo Wii U e Nintendo 3DS nell'agosto 2013.
La lista che segue, presenta i personaggi apparsi nel gioco, e i relativi mondi da cui provengono:
- Monsters University: Sulley Mike, Randy.
- Gli Incredibili - Una "normale" famiglia di supereroi: Mr. Incredibile, Mrs. Incredibile, Violetta, Flash, Sindrome.
- Pirati dei Caraibi: Jack Sparrow, Hector Barbossa, Davy Jones.
- Cars e Cars 2: Saetta McQueen, Cricchetto, Francesco Bernoulli, Holley Shiftwell.
- The Lone Ranger: Lone Ranger, Tonto.
- Toy Story: Woody, Buzz Lightyear, Jessie.
- Nightmare Before Christmas: Jack Skeletron.
- Ralph Spaccatutto: Ralph Spaccatutto, Vanellope von Schweetz.
- Rapunzel - L'intreccio della torre: Rapunzel.
- Frozen - Il regno di ghiaccio: Anna, Elsa.
- Fantasia: Topolino Apprendista Stregone.
- Phineas e Ferb: Phineas Flynn, Agente P.

Sono state aggiunte delle versioni Cristallo di alcuni personaggi, a cui sono state migliorate le capacità dei personaggi, guadagnandosele molto più velocemente delle loro controparti normali. Ne sono state distribuite attualmente otto: Agente P, Buzz Lightyear, Jack Sparrow, Saetta McQueen, Lone Ranger, Mr. Incredibile, Topolino apprendista stregone e Sulley.

## Disney Infinity 2.0: Marvel Super Heroes
Dal 18 settembre 2014 sarà disponibile Disney Infinity 2.0: un secondo gioco quasi identico al primo, ma stavolta dedicato non solo a nuovi personaggi Disney non presenti nel primo Infinity, ma anche Marvel come The Avengers, Ultimate Spider-Man e Guardiani della Galassia, spiegazione accertata dopo che la Disney ha acquistato la Marvel nel 2009. Inoltre saranno presenti anche i Big Hero 6, il cui film è uscito nelle sale italiane il 18 dicembre 2014. Questa lista che segue rappresenta i mondi e i personaggi presenti nel nuovo 2.0:
- The Avengers: Iron Man, Hulk, Thor, Capitan America, Vedova Nera, Occhio di Falco, Falcon e Loki.
- Ultimate Spider-Man: Spider-Man, Nova, Pugno d'acciaio, Ultimate Nick Fury, Venom, Green Goblin.
- Guardiani della Galassia: Star-Lord, Gamora, Drax il Distruttore, Groot, Rocket Raccoon, Ronan l'accusatore, Yondu.
- Lilo & Stitch: Stitch.
- La bella addormentata nel bosco e Maleficent: Malefica.
- Ribelle - The Brave: Merida.
- Le avventure di Peter Pan e Disney Fairies: Trilli.
- Banda Disney e Topolino: Paperino.
- Big Hero 6: Hiro Hamada, Baymax.
- Aladdin: Aladdin, Jasmine.
- Tron: Legacy: Sam Flynn, Quorra (entrambi solo per PC, iPad e Windows 8).

Come nel caso del primo gioco, è disponibile una versione Cristallo di Topolino Apprendista Stregone.
Il nuovo Disney Infinity 2.0 è disponibile per PlayStation 3, PlayStation 4, Xbox 360, Xbox One e Wii U. Non sono state confermate le versioni per Wii e Nintendo 3DS come per il primo Infinity, ma hanno annunciato che tutti gli accessori del primo Infinity (eccetto le porte del mondo) saranno completamente compatibili con il 2.0.

### Starter Pack
Lo starter pack comprende Iron Man, Thor e Vedova Nera, mentre nella versione Disney sono disponibili Stitch e Merida.

## Disney Infinity 3.0
Il 5 maggio 2015 è stato confermato un terzo gioco della saga, intitolato Disney Infinity 3.0, uscito il 26 agosto 2015 e raffigura, oltre ad altri nuovi personaggi Disney e Marvel, anche alcuni personaggi dei film e serie animate appartenenti alla saga di Star Wars. Questa lista che segue rappresenta i mondi e i personaggi presenti nel nuovo 3.0:
- Star Wars: Il crepuscolo della repubblica: Ahsoka Tano, Anakin Skywalker, Obi-Wan Kenobi, Yoda, Darth Maul
- Star Wars: Insieme contro l'impero: Luke Skywalker, Principessa Leila Organa, Ian Solo, Chewbecca, Dart Fener, Boba Fett
- Star Wars Rebels: Ezra Bridger, Sabine Wren, Kanan Jarrus, Garazeb Orellios
- Star Wars - Il risveglio della Forza: Finn, Rey, Poe Dameron, Kylo Ren
- Inside Out: Gioia, Rabbia, Disgusto, Paura, Tristezza
- Avengers: Age of Ultron: Hulkbuster Iron Man, Ultron, Visione
- Marvel Cinematic Universe: Spider-Man Costume Nero, Captain America: The First Avenger, Pantera Nera
- Ant-Man: Ant-Man
- Banda Disney e Topolino: Topolino, Minni
- Tron: Legacy: Sam Flynn, Quorra
- Mulan: Fa Mulan
- Frozen - Il regno di ghiaccio: Olaf
- Il viaggio di Arlo: Spot
- Zootropolis: Judy Hopps, Nick Wilde
- Il libro della giungla: Baloo
- Alice in Wonderland e Alice attraverso lo specchio: Alice, Cappellaio Matto, Tempo
- Alla ricerca di Nemo e Alla ricerca di Dory: Nemo, Dory

Si tratta dell'ultimo gioco della serie, conclusasi il 10 maggio 2016.